# مجمع لاتران الأول
مجمع لاتران الأول، ويعرف أيضًا باسم المجمع اللاتراني الأول (1123). تعتبره الكنيسة الكاثوليكية المجمع المسكوني التاسع، انعقد بناءً على دعوة البابا كاليستوس الثاني بعيد انتخابه بابا، وانعقد في كاتدرائية القديس يوحنا اللاتراني في روما ومنها اشتق اسمه. حضر المجمع 300 أسقف و600 رئيس دير، وصدق البابا على وثائقه التي ناقشت أساسًا:
- محاربة السيمونية: تدخل المال في شراء المناصب الكنسية. ومنع منح غير الإكليروس مناصب دينية في الكنيسة.
- انتخاب الأساقفة ورؤساء الأديرة، دون تدخل السلطات السياسية.
- توضيح الفصل بين الشؤون الزمنية والشؤون الروحية.
- إعادة شرح المبدأ القائم على اعتبار الكنيسة سلطة روحية فحسب.
- المطالبة بإلغاء تأثير الأباطرة على الانتخابات البابوية.